# Õru
Õru (em estoniano:  Õru vald) é um município rural estoniano localizado na região de Valgamaa.